# Дроздув (Любуське воєводство)
Дроздув (пол. Drozdów, нім. Ziebern) — село в Польщі, у гміні Жари Жарського повіту Любуського воєводства.
Населення — 127 осіб (2011).
У 1975-1998 роках село належало до Зеленогурського воєводства.

## Демографія
Демографічна структура станом на 31 березня 2011 року:
|          | Загалом | Допрацездатний вік | Працездатний вік | Постпрацездатний вік |
| -------- | ------- | ------------------ | ---------------- | -------------------- |
| Чоловіки | 65      | 13                 | 48               | 4                    |
| Жінки    | 62      | 13                 | 37               | 12                   |
| Разом    | 127     | 26                 | 85               | 16                   |